# Cololejeunea comptonii
Cololejeunea comptonii là một loài Rêu trong họ Lejeuneaceae. Loài này được (Pearson) H.A. Mill. mô tả khoa học đầu tiên năm 1981.